# Clitoridectomia
Con il termine clitoridectomia s'indica la rimozione chirurgica del clitoride totale o parziale (in quest'ultimo caso è detta riduzione).
La parola deriva dal greco kleitoris (clitoride) + ektome (recisione).

## Indicazioni terapeutiche
La clitoridectomia può avere uno scopo terapeutico nel caso di tumori che interessano la vulva e il clitoride stesso.

## Mutilazioni genitali
Esiste tuttavia una pratica che comprende l'asportazione del clitoride, definita escissione del clitoride, che rientra nel gruppo delle mutilazioni genitali. Tale pratica viene eseguita presso alcune popolazioni dell'Africa, dell'Asia e dell'Australia ed è condannata dall'ONU.
Da notare che essa è vietata dalla giurisprudenza islamica, malgrado sia comunque praticata in una parte dell'Egitto e nei paesi di cultura islamica del Corno d'Africa. In età preislamica essa era invece praticata, non si sa con quale diffusione, dal momento che nella battaglia di Uhud, lo zio di Maometto, Ḥamza b. ʿAbd al-Muṭṭalib uccise un avversario, apostrofandolo per scherno con l'epiteto di "figlio di una muqaṭṭiʿa al-buẓūr", "amputatrice di clitoridi", per l'appunto.